# مایکا هامانو
مایکا هامانو (انگلیسی: Maika Hamano؛ زادهٔ ۹ مهٔ ۲۰۰۴) بازیکن فوتبال اهل ژاپن است.